# Papyrus 97
Papyrus 97 (in de nummering van Gregory-Aland), of {\displaystyle {\mathfrak {P}}}97, is een handschrift op papyrus van het Nieuwe Testament. Het is een afschrift op papyrus van Lucas. Er zijn slechts fragmenten van het handschrift over.

## Beschrijving
Alleen de tekst van Lucas 14:7-14 is bewaard gebleven. Op grond van type schrift wordt aangenomen dat het uit de zesde (of zevende) eeuw dateert.

### Tekst
De Griekse tekst van dit handschrift is een vertegenwoordiger van de Alexandrijnse tekst. Het is nog niet ingedeeld in een van Aland’s Categorieën
Het handschrift wordt bewaard in de Chester Beatty Library (P. Chester Beatty XVII) te Dublin.